# 博納里牙漢魚
博納里牙漢魚，為輻鰭魚綱銀漢魚目擬銀漢魚科的其中一種，分布於南美洲拉布拉他河流域，為亞熱帶淡水魚，體長可達50公分，棲息在沿岸淡水、半鹹水域，生活習性不明，可做為食用魚及養殖魚，並引進亞洲及歐洲。